# 基姆薩查塔山 (因加維省)

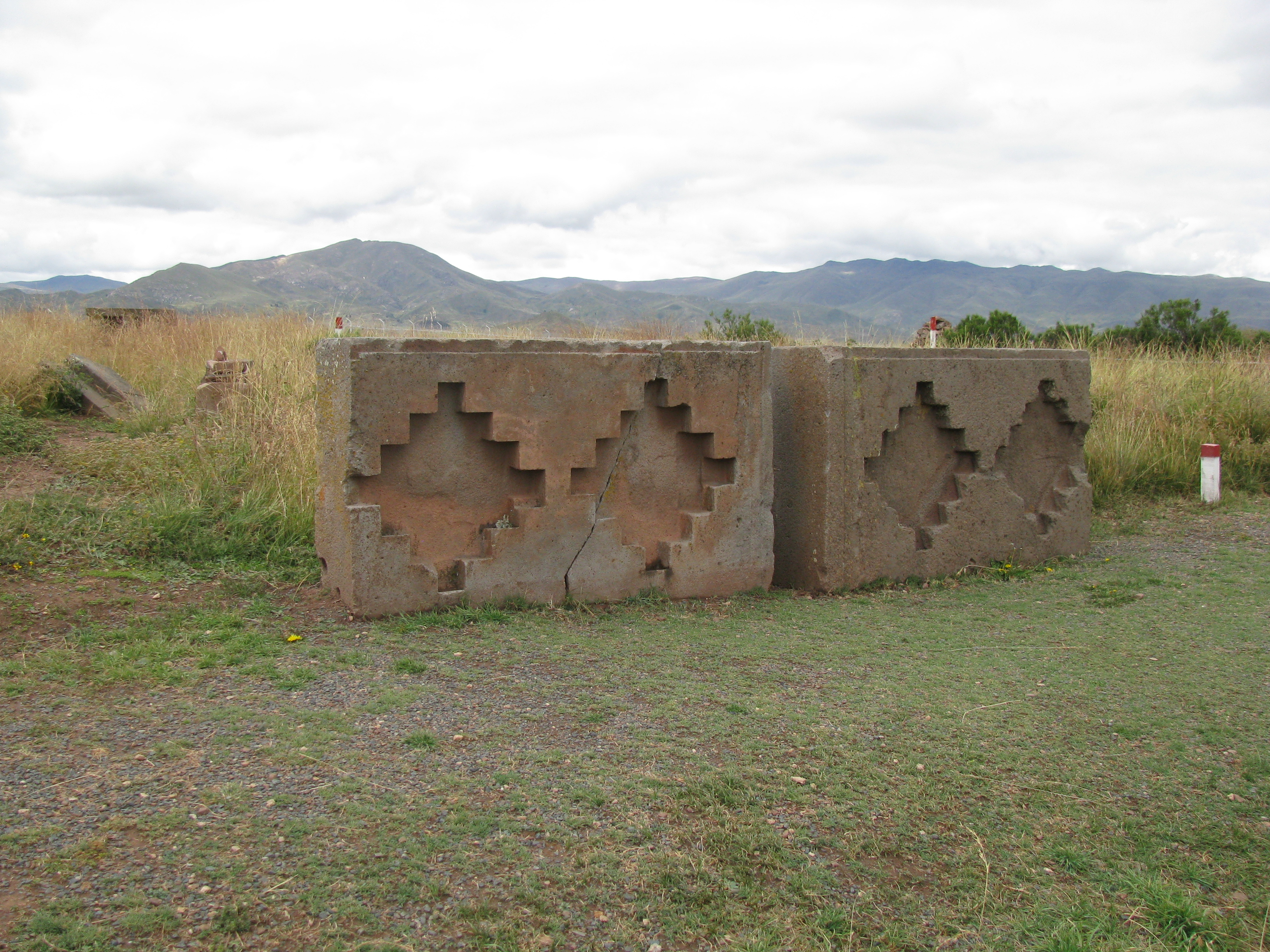

基姆薩查塔山（Kimsa Chata），是玻利維亞的山峰，位於該國西部拉巴斯省的因加維省，處於維尼亞馬爾卡湖東南面，屬於安第斯山脈中奇利亞-基姆薩查塔山脈的一部分，海拔高度4,735米。
16°39′36″S 68°40′21″W / 16.66000°S 68.67250°W